# Byron (Illinois)
Pour les articles homonymes, voir Byron.
Byron est une ville du comté d'Ogle en Illinois aux États-Unis. Fondée en juillet 1835, la ville est incorporée le 23 octobre 1879,. Lors du recensement de 2010, la ville comptait une population de 3 753 habitants.

## Source de la traduction
- (en) Cet article est partiellement ou en totalité issu de l’article de Wikipédia en anglais intitulé « Byron, Illinois » (voir la liste des auteurs).